# Narodowy Komitet Wyzwolenia Jugosławii
Narodowy Komitet Wyzwolenia Jugosławii (serb.-chorw. Nacionalni komitet oslobođenja Jugoslavije, NKOJ) – organ wykonawczy i dowódczy oraz rząd rewolucyjny partyzantki antyfaszystowskiej w okupowanym Królestwie Jugosławii w trakcie II wojny światowej.

## Historia
Został powołany przez Antyfaszystowską Radę Wyzwolenia Narodowego Jugosławii (AVNOJ). Na jego czele stanął Josip Broz Tito. Do końca maja 1944 roku jego siedzibą był Drvar, od maja do października 1944 roku Vis, a następnie do 7 marca 1945 Belgrad.
W skład NKOJ wchodzili: przewodniczący, trzech wiceprzewodniczących i komisarze (ministrowie). Za swą działalność ponosili odpowiedzialność polityczną przed kierownictwem AVNOJ, które powoływało i odwoływało członków NKOJ.
NKOJ przestał istnieć 7 marca 1945 na mocy porozumienia Tito-Šubašić, kiedy utworzono emigracyjno-komunistyczny rząd jedności.